# Adalberto Martínez Flores
Adalberto Martínez Flores (Assunção, 8 de julho de 1951) é um cardeal paraguaio da Igreja Católica, atual arcebispo de Assunção e presidente da Conferência Episcopal do Paraguai.

## Biografia
Nascido em Assunção em 8 de julho de 1951, depois de cursar a Faculdade de Economia da Universidade Nacional de Assunção, mudou-se para Washington, D.C., onde obteve o título de bacharel em arte na faculdade de "Oblate College". Em seguida, ingressou na Escola Sacerdotal Internacional do Movimento dos Focolares em Frascati e obteve o bacharelado em teologia na Pontifícia Universidade Lateranense. Foi ordenado diácono em 7 de abril de 1985, na Paróquia San José nas Ilhas Virgens Americanas e foi ordenado padre em 24 de agosto do mesmo ano, na Igreja "La Piedad" de Assunção, ambas vezes por Seán Patrick O’Malley, O.F.M. Cap., bispo coadjutor de Saint Thomas nas Ilhas Virgens Americanas.
Nas Ilhas Virgens Americanas, exerceu por vários anos o ministério na formação de seminaristas e assistentes de movimentos apostólicos. De volta ao Paraguai, obteve a incardinação em Assunção em 1993, ocupando os cargos de vigário paroquial, pároco da Igreja Sagrados Corazones de Jesús y Maria en Asunción, secretário geral do Sínodo arquidiocesano e conselheiro pastoral da Rádio Caritas e pastoral juvenil.
Em 14 de agosto de 1997, foi nomeado pelo Papa João Paulo II como bispo auxiliar de Assunção, sendo consagrado como bispo titular de Tatilti em 8 de novembro do mesmo ano, na Catedral Metropolitana de Assunção, por Dom Felipe Santiago Benitez Avalos, arcebispo de Assunção, coadjuvado por Seán Patrick O’Malley, O.F.M. Cap., bispo de Fall River e por Elliott Griffin Thomas, bispo de Saint Thomas nas Ilhas Virgens Americanas.
Em 18 de maio de 2000, foi nomeado como bispo diocesano da recém-erigida Diocese de San Lorenzo. Em 19 de fevereiro de 2007, o Papa Bento XVI o transferiu para a Diocese de San Pedro Apóstol. Participou como delegado da Conferência Episcopal do Paraguai da Quinta Conferência Geral do Episcopado Latino-Americano e do Caribe. Em 14 de março de 2012, foi transferido para o Ordinariato Militar do Paraguai. Entre 2011 e 2015, foi o Presidente do Departamento de Comunicação e Imprensa do Conselho Episcopal Latino-Americano.
Em 23 de junho de 2018, o Papa Francisco o transferiu para a Diocese de Villarrica del Espíritu Santo, continuando como administrador apostólico do Vicariato Militar do Paraguai. Em 6 de novembro do mesmo ano, foi eleito como presidente da Conferência Episcopal do Paraguai, na 219ª Assembleia Plenária Ordinária dos bispos paraguaios, em Luque. Em 3 de novembro de 2021, foi reeleito como presidente da Conferência Episcopal, na 231ª Assembleia Geral Ordinária.
Em 17 de fevereiro de 2022, foi promovido à arcebispo metropolitano de Assunção, fazendo sua entrada solene em 6 de março seguinte.
Durante o Regina Caeli de 29 de maio de 2022, o Papa Francisco anunciou sua criação como cardeal no Consistório realizado em 27 de agosto. Recebeu o anel cardinalício, o barrete vermelho e o título de cardeal-presbítero de São João na Porta Latina. É o primeiro cardeal paraguaio.